# Ensign Peak Advisors
Ensign Peak Advisors är ett amerikanskt investmentbolag tillika fondförvaltare som kontrolleras av det amerikanska mormonsamfundet Jesu Kristi Kyrka av Sista Dagars Heliga. De förvaltade ett kapital på uppemot 52 miljarder amerikanska dollar för den 31 december 2021. I februari 2020 rapporterade dock den amerikanska finanstidningen The Wall Street Journal att EPA:s kapital skulle egentligen vara uppemot 100 miljarder dollar om skogsbruk och investeringar i hedgefonder hade inkluderats i den statistik som EPA har presenterat tidigare, vilket dock samfundet har avfärdat.
EPA har sitt ursprung från 1960-talet när Jesu Kristi Kyrka av Sista Dagars Heliga grundade en investeringsavdelning inom samfundet. Syftet var för att bekämpa de ekonomiska svårigheter som de drabbades av på grund för våghalsiga satsningar på bland annat nya kyrkobyggnader i hopp om att massrekrytera nya församlingsmedlemmar runt decennieskiftet 1960. Ett årtionde senare hade det förvaltade kapitalet växt till en miljard dollar. År 1997 knoppades avdelningen av och blev officiellt ett företag och hade initialt ett uppskattat kapital på 12 miljarder dollar. I slutet av 2019 avslöjade en visselblåsare att samfundet hade bland annat årligen skjutit till en miljard dollar till EPA, en sjundedel av den tiondeskatt och andra donationer som samfundets församlingsmedlemmar har betalat respektive samlat in årligen till Jesu Kristi Kyrka av Sista Dagars Heliga.
De har alternativt haft ägarskap i företag såsom Alphabet, Apple Inc., Amazon.com, AT&T, Ford Motor Company, General Motors, Microsoft, Pfizer, Procter & Gamble, Tesla och Zoom Video Communications. EPA gör dock inga investeringar inom branscherna för alkoholdrycker och tobak.